# Regime subsonico
Un problema di fluidodinamica o aerodinamica viene detto in regime subsonico se tutte le velocità del campo di moto sono minori della velocità del suono nel fluido considerato in un sistema di riferimento solidale al corpo. Questa classe di problemi risulta applicabile per quasi tutti i problemi di aerodinamica interna così come nei problemi di aerodinamica esterna per aerei di aviazione generale o per applicazioni automobilistiche.
Nella risoluzione di problemi di aerodinamica in regime subsonico può essere importante considerare se trascurare o no gli effetti della comprimibilità del fluido. Quando gli effetti della comprimibilità sono trascurabili, si può assumere che la densità risulti costante, con conseguenti semplificazioni delle equazioni di Navier-Stokes, e il problema viene dunque detto incomprimibile.
Per problemi di aerodinamica esterna, gli effetti della comprimibilità possono essere trascurati quando il numero di Mach risulta inferiore a un valore di 0,3. Al di sopra di questo valore, gli effetti delle variazioni di densità non possono essere più trascurati.